# André de Foix

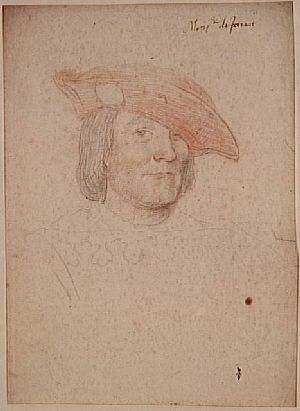
André de Foix

André de Foix († 1547) war ein Sohn des Jean de Foix, Vizegraf von Lautrec, und dessen Ehefrau Jeanne d’Aydie. Seine älteren Brüder waren die Marschälle Odet und Thomas de Foix, die Schwester Françoise war die Mätresse des Königs Franz I. von Frankreich. André wurde 1521 durch einen gescheiterten Feldzug gegen Spanien als französischer Feldherr bekannt.
Im Jahr 1521 beabsichtigte König Franz I. von Frankreich, die Ansprüche des navarresischen Königs Heinrich II. aus dem Haus Albret auf dessen Königreich, das 1512 von Spanien annektiert worden war, militärisch zu unterstützen. Dabei ernannte er André de Foix, der ein entfernter Vetter Albrets war, zum Befehlshaber eines Heeres, das 300 Lanzen und 6000 Infanteristen umfasste. Mit diesem setzte sich Foix am 10. Mai desselben Jahres in Marsch und überquerte die Pyrenäen. Als der spanische König Karl I., der als Karl V. Kaiser des Heiligen Römischen Reiches war, davon erfuhr, soll er gerufen haben: „Gott sei mein Zeuge, dass ich diesen Krieg nicht begonnen habe. Frankreich will mich größer machen, als ich bin.“
Am 19. Mai eroberte Foix Pamplona, die Hauptstadt Navarras. Der Verteidiger der Stadt war Ignatius von Loyola, der bei diesem Kampf schwer verwundet wurde. Am Tag darauf konnte Foix Tudela einnehmen, danach überschritt er den Ebro und drang damit in kastilisches Territorium vor und nahm dort die Belagerung von Logroño auf. Die Verteidigung der Stadt erwies sich jedoch als zu stark und nötigte Foix dazu, die Belagerung abzubrechen und sich nach Navarra zurückzuziehen. Dort wurde er am 30. Juni von dem Heer des Herzogs von Nájera bei Noáin (5 km südlich von Pamplona) vernichtend geschlagen und geriet in die Gefangenschaft des Feindes; seine Eroberungen fielen wieder an Spanien zurück, womit der letzte Versuch, Navarra von der spanischen Herrschaft zu befreien, gescheitert war. Beim Hause Albret verblieb von Navarra lediglich ein kleiner Landstreifen, der nördlich der Pyrenäen (Basse-Navarre) lag, welcher nach dem Erbgang des Hauses Bourbon 1572 faktisch zu einer französischen Provinz wurde.
Aus seiner Gefangenschaft wurde Foix wenig später nach seiner Niederlage herausgelöst, er nahm daraufhin wieder in Frankreichs Diensten an den Italienkriegen gegen Habsburg teil.